# Ornette Coleman
Randolph Denard Ornette Coleman (9 tháng 3 năm 1930 – 11 tháng 6 năm 2015) là một nhạc công saxophone, violin, trumpet jazz và nhà soạn nhạc. Ông là một trong những người phát kiến cho phong trào free jazz vào thập niên 1960, thể loại còn này lấy tên từ một album của ông. Ông được trao giải thưởng MacArthur Fellowship vào năm 1994. Album Sound Grammar được nhận một Giải Pulitzer năm 2007.

## Tiểu sử

### Những năm đầu
Coleman sinh năm 1930 tại Fort Worth, Texas, nơi ông cũng lớn lên. Ông theo học I.M. Terrell High School, tai đây, ông tham gia trong một ban nhạc cho tới khi bị đuổi vì dám ứng tác khi đang chơi hàng khúc "The Washington Post." Ông bắt đầu biểu diễn R&B và bebop trên tenor saxophone, và thành lập ban nhạc, the Jam Jivers, với vài đồng bạn, gồm Prince Lasha và Charles Moffett. Trong một buổi diễn tại Baton Rouge, Louisiana, ông bị tấn công, còn cây saxophone bị phá hủy.
Coleman chuyển sang chơi alto saxophone, thứ sau đó sẽ trở thành nhạc cụ chính của ông, và biểu diễn với nó lần đầu tại New Orleans sau sự cố Baton Rouge. Ông gia nhập một nhóm nhạc của Pee Wee Crayton và theo họ tới Los Angeles. Ông làm nhiều nghề khác nhau, gồm cả sửa thang máy, trong khi vẫn tiếp tục theo đuổi sự nghiệp âm nhạc.
Năm 1958, Coleman phát hành album đầu tay qua Contemporary, Something Else!!!!: The Music of Ornette Coleman. Album có sự góp mặt của nhạc công trumpet Don Cherry, tay trống Billy Higgins, tay bass Don Payne và tay piano Walter Norris.

## Cuộc sống cá nhân và qua đời
Coleman cưới nhà thơ Jayne Cortez vào năm 1954 và li dị năm 1964. Họ có một con trai, Denardo, sinh năm 1956, người bản thân cũng là một tay trống jazz nổi bật và đã góp mặt trong nhiều album của cha mình.
Coleman mất do ngừng tim khi 85 tuổi tại Thành phố New York ngày 11 tháng 7 năm 2015. Đám tang của ông là một sự kiện dài ba tiếng với các cuộc biểu diễn và diễn văn của những cộng tác viên và ban bè ông.